# Svingrundet, Raseborg
Svingrundet är en ö i Finland. Den ligger i Finska viken och i kommunen Raseborg i den ekonomiska regionen  Raseborg i landskapet Nyland, i den södra delen av landet. Ön ligger omkring 68 kilometer väster om Helsingfors.
Öns area är 0,3 hektar och dess största längd är 120 meter i sydöst-nordvästlig riktning.